# Forza Nuova

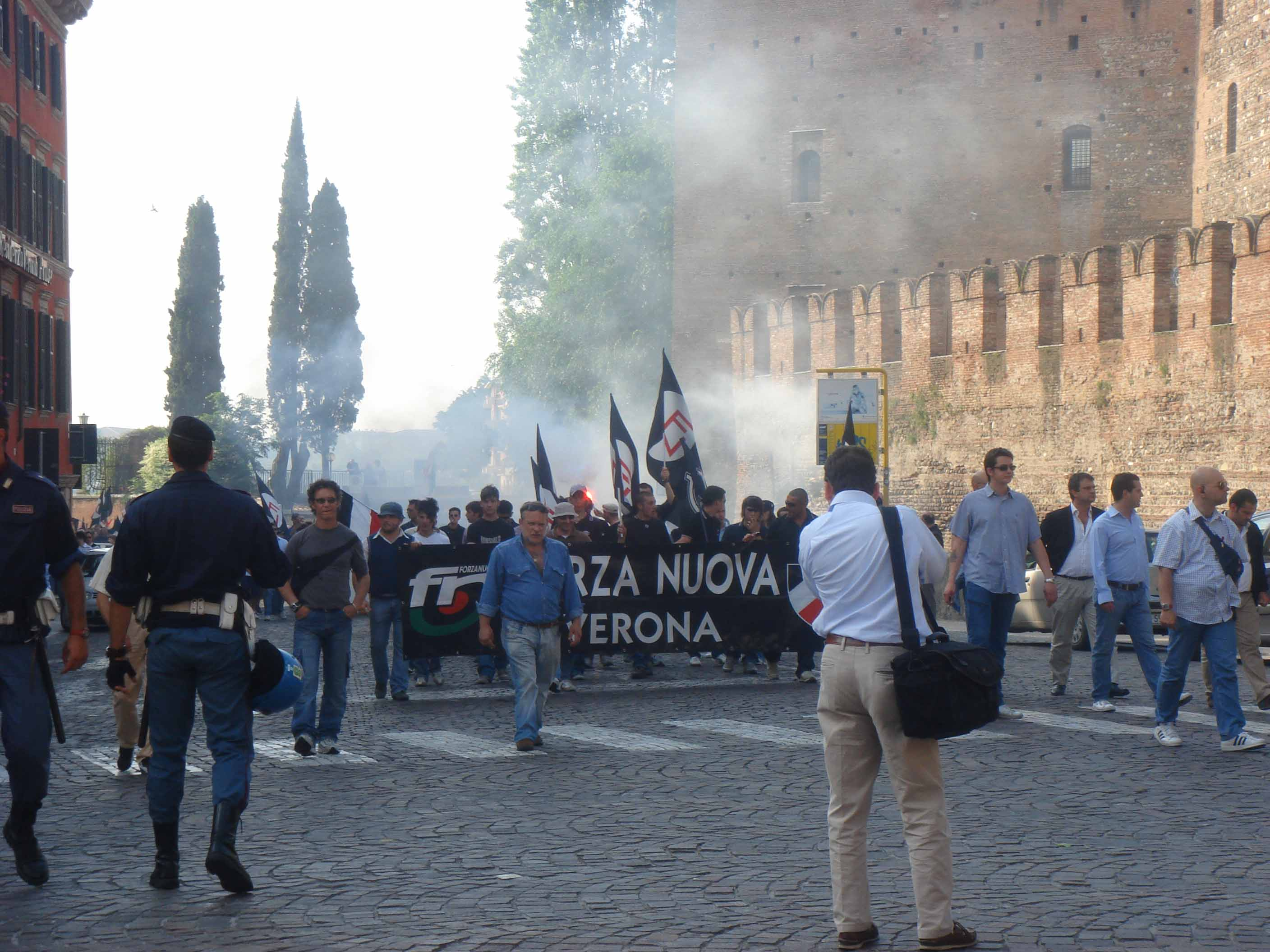
Demonstrace FN.

Forza Nuova (zkratka FN, česky Nová síla) je italské politické hnutí, které vychází z neofašismu. Hnutí vzniklo 29. září 1997. FN má silné kořeny v katolickém tradicionalismu.

## Historie
Stranu založil v roce 1997 Roberto Fiore a Massimo Morsello. Forza Nuova byla založena původně v Fiamma Tricolore, ale kvůli neshodám došlo k rozdělení.

## Program
- Zrušení zákonů umožňující potraty
- Populační růst jako primární cíl národní politiky
- Omezení přistěhovalectví
- Zákaz svobodného zednářství
- Likvidace dluhu
- Obnovení Lateránské smlouvy a ochrana tradic
- Založení cechů za účelem bránění práv zaměstnanců (ekonomický korporativismus)

## Volby
|                                         | Počet Hlasů | Hlasy v% | Počet mandátů |   |
| Evropské volby 1999 (Lista Cito)        | 94.181      | 0,30     | 0             |   |
| Italské všeobecné volby 2001            | Camera      | 13.622   | 0,04          | 0 |
| Senato                                  | 39.545      | 0,12     | 0             |   |
| Evropské volby 2004 (lista AS)          | 399.073     | 1,23     | 1             |   |
| Italské všeobecné volby 2006 (lista AS) | Camera      | 255.354  | 0,67          | 0 |
| Senato                                  | 214.526     | 0,63     | 0             |   |
| Italské všeobecné volby 2008            | Camera      | 108.837  | 0,30          | 0 |
| Senato                                  | 85.630      | 0,26     | 0             |   |
| Evropské volby 2009                     | 146.619     | 0,47     | 0             |   |